# Puente de San Jorge (Alcoy)
El puente de San Jorge es uno de los puentes que se encuentran en la ciudad de Alcoy (provincia de Alicante, Comunidad Valenciana, España). De estilo art déco, está considerado como el más característico de la localidad. Es una de las obras más representativas del art déco valenciano en la Comunidad Valenciana y de las más colosales de dicho estilo artístico en toda España.

## Arquitectura
Los autores de la obra fueron el arquitecto Víctor Eusa y los ingenieros Carmelo Monzón Reparaz y Vicente Redón. Contaron con la colaboración durante su ejecución del ingeniero de caminos Alfonso Peña Boeuf. 
Cuenta con una longitud de 245 metros y una altura de 45,40 metros sobre el río Riquer. Está situado en el centro de Alcoy, comunicando el núcleo antiguo con el ensanche que estaba previsto abrir en los terrenos conocidos como la Horta Major.
El proyecto de un viaducto ya estaba incluido dentro de los planes de desarrollo urbano de finales del siglo XIX, en concreto aparece en el año 1876. Pero no se materializa hasta el verano de 1923 por concesión a la empresa navarra Erroz y San Martín. 
Las obras empezaron en el año 1925, empleando cemento armado encofrado como material y con formas propias del estilo arquitectónico art déco valenciano. Los pilares son de sillares y albañilería y cuenta con cuatro soportes principales. 
La obra fue financiada por el propio municipio de Alcoy y tenía un presupuesto de 1.336.824 de pesetas y empleó seis años de trabajos. El puente fue inaugurado el 26 de marzo de 1931.